# Lista de jornais da Suécia

## Maiores jornais diários
Lista dos 25 maiores jornais diários com as respetivas tiragens, segundo a estatística da Imprensa, referente a 2018.
| Posição | Jornal                                     | Cidade              | Tiragem |
| 1       | Aftonbladet                                | Estocolmo           | 320 200 |
| 2       | Dagens Nyheter                             | Estocolmo           | 298 200 |
| 3       | Expressen Göteborgs-Tidningen Kvällsposten | Estocolmo           | 286 500 |
| 4       | Göteborgs-Posten                           | Gotemburgo          | 228 200 |
| 5       | Svenska Dagbladet                          | Estocolmo           | 192 800 |
| 6       | Sydsvenskan                                | Malmö               | 116 600 |
| 7       | Dagens Industri                            | Estocolmo           | 101 700 |
| 8       | Helsingborgs Dagbl/NST/LP                  | Helsingborg         | 76 100  |
| 9       | Dalarnas Tidningar                         | Dalarna             | 59 700  |
| 10      | Nerikes Allehanda                          | Örebro              | 57 900  |
| 11      | Östgöta Correspondenten                    | Linköping           | 53 300  |
| 12      | Nya Wermlands-Tidningen                    | Karlstad            | 52 800  |
| 13      | Upsala Nya Tidning                         | Uppsala             | 49 900  |
| 14      | Borås Tidning                              | Borås               | 45 200  |
| 15      | Barometern e Oskarshamns-Tidningen         | Kalmar e Oskarshamn | 42 300  |
| 16      | Norrköpings Tidningar                      | Norrköping          | 41 800  |
| 17      | Vestmanlands Läns Tidning                  | Västerås            | 37 900  |
| 18      | Smålandsposten                             | Växjö               | 37 000  |
| 19      | Jönköpings-Posten/Smålands Allehanda       | Jönköping           | 36 200  |
| 20      | Västerbottens-Kuriren                      | Umeå                | 34 700  |
| 21      | Blekinge Läns Tidning                      | Karlskrona          | 34 500  |
| 22      | Norrländska Socialdemokraten               | Luleå               | 33 300  |
| 23      | Hallandsposten, Länstidningen              | Halmstad            | 30 900  |
| 24      | Skånska Dagbladet                          | Malmö               | 30 900  |
| 25      | Bohusläningen                              | Uddevalla           | 30 500  |

## Maiores jornais regionais
Lista dos 25 maiores jornais diários com as respetivas tiragens, segundo a estatística da Imprensa, de 25 de fevereiro de 2011.		

- Helsingborgs Dagbl/NST/LP	76 100
- Dalarnas Tidningar	59 700
- NA	57 900
- Östgöta Correspondenten	53 300
- Nya Wermlands-Tidningen	52 800
- Upsala Nya Tidning	49 900
- Borås Tidning	45 200
- Barometern e Oskarshamns-Tidningen	42 300
- Norrköpings Tidningar	41 800
- Smålandsposten	37 000
- Jönköpings-Posten/Smålands Allehanda	36 200
- Västerbottens-Kuriren	34 700
- Blekinge Läns Tidning	34 500
- Norrländska Socialdemokraten	33 300
- Hallandsposten, Länstidningen	30 900
- Bohusläningen	30 500
- Eskilstuna-Kuriren e Strengnäs Tidning	30 300
- Smålands- Tidn/VP/TT	29 900
- Sundsvalls Tidning	29 600
- Hallands Nyheter	29 100
- TTELA	27 700
- Kristianstadsbladet	26 800
- Östersunds-Posten	26 400

## Outros jornais regionais
- Arbetarbladet
- Östra Småland och Nyheterna